# 則松 (北九州市)
則松（のりまつ）は福岡県北九州市八幡西区の地名。則松一丁目から七丁目の町がある。住居表示実施済み。郵便番号は807-0831。

## 地理
八幡西区の北部西側に位置し、北に東筑，南鷹見町，東折尾町，長崎町、北東に瀬板、東に陣原，則松東，大字則松、南東に八枝、南に永犬丸，泉ケ浦、西に松寿山，さつき台，大膳と、多くの町に接する。

### 河川
- 二級河川 金山川

### 湖沼
- 縄手口池

## 地域の特徴
北部を国道3号が横断し、町域のやや東寄りを県道281号下上津役折尾線が縦断する。南部の東縁を通り金山川が北流する。
県道沿いとその西側地域は古くからある市街地であり、県道沿いには病院や理美容室，飲食店，コンビニエンスストアなど日常生活に必要な施設が並んでいる。県道と金山川の間の市道沿いは、1990年頃までは水田の広がる地域であったが、市道の拡幅に伴って商業施設が立ち並ぶようになった。則松四丁目には治水工事前の本来の金山川の流れが残されている。

一丁目に妙法寺、二丁目に則松小学校，則松市民センター，折尾児童館、三丁目に則松中学校、四丁目に八幡則松郵便局，福岡ひびき信用金庫 則松支店、六丁目に則松年長者いこいの家、七丁目に北九州銀行 八幡南支店などがある。

## 歴史
この地域には、かつて以下のような字が存在していた。（現在の丁目はおよその目安である。）
| 字名                   | 現在の丁目      | 備考                                                   |
| ---------------------- | --------------- | ------------------------------------------------------ |
| 高峰                   | 一丁目          | 妙法寺付近                                             |
| 伏熊（ふしくま）       | 一丁目          |                                                        |
| 北浦                   | 一 - 四丁目付近 |                                                        |
| 夫婦池（みょうといけ） | 二丁目          | かつて夫婦池という池が存在したが、埋め立てられて消失。 |
| 堀池                   | 三丁目          |                                                        |
| 半田                   | 四丁目          |                                                        |
| 黒の元                 | 五丁目          |                                                        |
| 一丁田                 | 五丁目          |                                                        |
| 殿屋敷                 | 六丁目          |                                                        |
| 正願給                 | 六丁目          | かつて正願寺が存在した。                               |
| 清水                   | 六丁目          |                                                        |
| 縄手口                 | 六丁目・七丁目  | 六丁目に縄手口池がある。                               |

### 沿革
- 1974年（昭和49年）4月1日 - 則松一丁目 - 二丁目新設[6]。
- 1977年（昭和52年）6月1日 - 則松三丁目 - 七丁目新設[7][8]。
- 1979年（昭和54年）6月1日 - 大字則松の一部が則松五丁目に編入[9][10]。
- 1994年（平成6年）6月1日 - 大字則松の一部が則松六丁目に編入[11][12]。
- 2002年（平成14年）6月1日 - 大字則松の一部が則松七丁目に編入[13]。

### 町名の変遷
| 実施内容          | 実施年月日               | 実施後     | 実施前                       |
| ----------------- | ------------------------ | ---------- | ---------------------------- |
| 町名新設 住居表示 | 1974年（昭和49年）4月1日 | 則松一丁目 | 大字則松，大字折尾の各一部   |
| 町名新設 住居表示 | 1974年（昭和49年）4月1日 | 則松二丁目 | 大字則松，大字折尾の各一部   |
| 町名新設 住居表示 | 1977年（昭和52年）6月1日 | 則松三丁目 | 大字則松，大字折尾の各一部   |
| 町名新設 住居表示 | 1977年（昭和52年）6月1日 | 則松四丁目 | 大字則松の一部               |
| 町名新設 住居表示 | 1977年（昭和52年）6月1日 | 則松五丁目 | 大字則松の一部               |
| 町名新設 住居表示 | 1977年（昭和52年）6月1日 | 則松六丁目 | 大字則松，大字折尾の各一部   |
| 町名新設 住居表示 | 1977年（昭和52年）6月1日 | 則松七丁目 | 大字則松，大字永犬丸の各一部 |

## 世帯数と人口
2025年（令和7年）3月31日現在（北九州市発表）の世帯数と人口は以下の通りである。
| 町         | 世帯数    | 人口    |
| ---------- | --------- | ------- |
| 則松一丁目 | 288世帯   | 566人   |
| 則松二丁目 | 235世帯   | 396人   |
| 則松三丁目 | 100世帯   | 208人   |
| 則松四丁目 | 136世帯   | 254人   |
| 則松五丁目 | 508世帯   | 840人   |
| 則松六丁目 | 444世帯   | 820人   |
| 則松七丁目 | 322世帯   | 608人   |
| 計         | 2,033世帯 | 3,692人 |

### 人口の変遷
国勢調査による人口の推移。
| 1995年（平成7年）  | 4,020人 | [ 15 ] |  |
| 2000年（平成12年） | 4,482人 | [ 16 ] |  |
| 2005年（平成17年） | 4,546人 | [ 17 ] |  |
| 2010年（平成22年） | 4,202人 | [ 18 ] |  |
| 2015年（平成27年） | 4,101人 | [ 19 ] |  |
| 2020年（令和2年）  | 3,786人 | [ 20 ] |  |

### 世帯数の変遷
国勢調査による世帯数の推移。
| 1995年（平成7年）  | 1,549世帯 | [ 15 ] |  |
| 2000年（平成12年） | 1,791世帯 | [ 16 ] |  |
| 2005年（平成17年） | 1,842世帯 | [ 17 ] |  |
| 2010年（平成22年） | 1,805世帯 | [ 18 ] |  |
| 2015年（平成27年） | 1,832世帯 | [ 19 ] |  |
| 2020年（令和2年）  | 1,818世帯 | [ 20 ] |  |

## 学区
市立小・中学校に通う場合、学区は以下の通りとなる。
| 町         | 街区・戸番                        | 小学校               | 中学校                 |
| ---------- | --------------------------------- | -------------------- | ---------------------- |
| 則松一丁目 | 全域                              | 北九州市立則松小学校 | 北九州市立則松中学校   |
| 則松二丁目 | 全域                              | 北九州市立則松小学校 | 北九州市立則松中学校   |
| 則松三丁目 | 全域                              | 北九州市立則松小学校 | 北九州市立則松中学校   |
| 則松四丁目 | 全域                              | 北九州市立則松小学校 | 北九州市立則松中学校   |
| 則松五丁目 | 全域                              | 北九州市立則松小学校 | 北九州市立則松中学校   |
| 則松六丁目 | 全域                              | 北九州市立則松小学校 | 北九州市立則松中学校   |
| 則松七丁目 | 1 - 4番，8番16 - 19号，9 - 22番   | 北九州市立則松小学校 | 北九州市立則松中学校   |
| 則松七丁目 | 5 - 7番，8番1 - 15号，8番20号以上 | 北九州市立八枝小学校 | 北九州市立永犬丸中学校 |

## 交通

### バス
域内のバス停と系統は以下のとおりである。
| 運行事業者 | 運行事業者   | 西鉄バス北九州 | 西鉄バス北九州 | 西鉄バス北九州 |
| 系統       | 系統         | 74             | 74-1           | 77             |
| 停留所     | 則松中学校前 | ○              | ○              |                |
| 停留所     | 則松小学校前 |                | ○              | ○              |
| 停留所     | 則松         |                | ○              |                |
| 停留所     | 則松七丁目   |                |                | ○              |
| 停留所     | 則松六丁目   |                |                | ○              |
| 停留所     | 則松四丁目   |                |                | ○              |

### 道路
- 国道3号
- 県道281号下上津役折尾線

## 施設

### 役所・公的機関
- 折尾警察署則松交番

### 公共施設
- 北九州市立則松市民センター
- 北九州市立折尾児童館

### 教育施設
- 北九州市立則松小学校
- 北九州市立則松中学校

### 金融機関
- 八幡則松郵便局
- 北九州銀行 八幡南支店
- 福岡ひびき信用金庫 則松支店

### 社会福祉施設
- 則松保育園
- 東筑保育園
- 則松年長者いこいの家

### 公営住宅
- 市住宅供給公社則松団地

### 寺社
- 高見神社
- 浄土真宗(本願寺派)妙法寺

### 公園
- 氏田公園
- 則松公園
- 則松7丁目公園
- 則松西1号公園
- 則松西2号公園
- 則松南1号公園
- 堀公園